# 矢岡俊樹
矢岡 俊樹（やおか としき）は、日本の地方公務員。東京マラソン財団副理事長、東京都港湾局長等を経て、東京都公園協会理事長。

## 経歴
東京都出身。1986年千葉大学法経学部卒業、東京都入庁。東京テレポートセンター派遣、東京都港湾局臨海開発部副参事（開発調整担当）、東京都港湾局臨海開発部誘致促進課長、東京都港湾局総務部企画計理課長等を経て、2011年東京都港湾局担当部長（東京臨海ホールディングス派遣）。2013年東京都総務局多摩島しょ振興担当部長。
2014年東京都総務局総合防災部長。2016年東京都人事委員会事務局任用公平部長。2019年東京都下水道局流域下水道本部長、東京都都市づくり公社評議員。2021年東京都オリンピック・パラリンピック準備局理事、東京マラソン財団副理事長。
2022年東京都港湾局長、東京臨海高速鉄道取締役、東京臨海ホールディングス取締役、東京港埠頭取締役、東京テレポートセンター取締役、ゆりかもめ取締役、東京水産振興会評議員、港湾海岸防災協議会理事、国際港湾協会日本会議理事。
2023年東京都公園協会理事長。2023年以降理事長を務める都公園協会が進める、青山霊園や葛西臨海公園までの巨樹の伐採から大量の樹木伐採計画について、明治神宮外苑でのそれ同様、マスメディア等で批評が相次いでいる。